# Landolphia kirkii
Landolphia kirkii är en oleanderväxtart som beskrevs av William Turner Thiselton Dyer. Landolphia kirkii ingår i släktet Landolphia och familjen oleanderväxter. Inga underarter finns listade i Catalogue of Life.